# Phaca hypoglottis
Phaca hypoglottis là một loài thực vật có hoa trong họ Đậu. Loài này được (L.) MacMillan miêu tả khoa học đầu tiên năm 1892.